# Lascelles Brown
Lascelles Brown (May Pen, 12 ottobre 1974) è un bobbista giamaicano naturalizzato canadese, vice campione olimpico di bob a due a Torino 2006 e campione mondiale della stessa specialità nel 2005.
Ha gareggiato per tre differenti nazioni: dal 1999 al 2004 per la natia Giamaica, dal 2004 per il Canada (con cui ha conseguito tutti i suoi più grandi risultati), nel mezzo una breve parentesi per la nazionale del Principato di Monaco, tra il 2010 ed il 2012.

## Biografia
Compete dal 1999 e per la nazionale giamaicana disputò i giochi olimpici invernali di Salt Lake City 2002 dopodiché cominciò a correre per il Canada esordendo in Coppa del Mondo nella stagione 2004/05 e conquistando il primo podio l'11 dicembre 2004 ad Igls dove fu secondo nel bob a due in coppia con Pierre Lueders. Vinse la sua prima gara, sempre nella specialità biposto con Lueders, la settimana successiva a Cortina d'Ampezzo.
Ai XX Giochi olimpici invernali (edizione disputatasi nel 2006 a Torino) vinse la medaglia d'argento nel bob a due con Lueders partecipando per la nazionale canadese, venendo superati dal duo tedesco Lange/Kuske, loro grandi avversari per tutto un decennio. Vinse anche una medaglia di bronzo ai giochi di Vancouver 2010 nel bob a quattro. A Soči 2014 si piazzò al settimo posto in entrambe le specialità stavolta spingendo le slitte pilotate da Lyndon Rush.
Brown vinse inoltre tre medaglie ai campionati mondiali: l'oro nel bob a due e il bronzo nel bob a quattro a Calgary 2005 e l'argento nel bob a quattro a Sankt Moritz 2007, successi conquistati sempre con alla guida Pierre Lueders.
Durante la parentesi per la nazionale monegasca non conseguì risultati di particolare rilievo, ai campionati europei infatti non andò oltre il nono posto nel bob a due e l'undicesimo nel bob a quattro, tutti con Patrice Servelle alla guida del mezzo.

## Palmarès

### Olimpiadi
- 2 medaglie:
  - 1 argento (bob a due a Torino 2006);
  - 1 bronzo (bob a due a Vancouver 2010).

### Mondiali
- 3 medaglie:
  - 1 oro (bob a due a Calgary 2005);
  - 1 argento (bob a quattro a Sankt Moritz 2007);
  - 1 bronzo (bob a quattro a Calgary 2005).

### Coppa del Mondo
- 39 podi (21 nel bob a due, 18 nel bob a quattro):
  - 10 vittorie (7 nel bob a due, 3 nel bob a quattro);
  - 10 secondi posti (6 nel bob a due, 4 nel bob a quattro);
  - 19 terzi posti (9 nel bob a due, 10 nel bob a quattro).

#### Coppa del Mondo - vittorie
| Data             | Luogo                | Paese       | Disciplina                                                          |
| ---------------- | -------------------- | ----------- | ------------------------------------------------------------------- |
| 18 dicembre 2004 | Cortina d'Ampezzo    | Italia      | a due con Pierre Lueders (pilota)                                   |
| 30 gennaio 2005  | Sankt Moritz         | Svizzera    | a quattro con Pierre Lueders (pilota), Ken Kotyk e Morgan Alexander |
| 12 febbraio 2005 | Lake Placid          | Stati Uniti | a due con Pierre Lueders (pilota)                                   |
| 14 gennaio 2006  | Schönau am Königssee | Germania    | a due con Pierre Lueders (pilota)                                   |
| 15 gennaio 2006  | Schönau am Königssee | Germania    | a due con Pierre Lueders (pilota), Ken Kotyk e Morgan Alexander     |
| 20 gennaio 2007  | Igls                 | Austria     | a due con Pierre Lueders (pilota)                                   |
| 15 dicembre 2007 | Lake Placid          | Stati Uniti | a due con Pierre Lueders (pilota)                                   |
| 15 novembre 2009 | Park City            | Stati Uniti | a quattro con Lyndon Rush (pilota), Chris Le Bihan e Dan Humphries  |
| 16 gennaio 2010  | St. Moritz           | Svizzera    | a due con Lyndon Rush (pilota)                                      |
| 24 gennaio 2016  | Whistler             | Canada      | a due con Christopher Spring (pilota)                               |